# مرصد الرباط الفلكي
مَرْصَدُ الرِّبَاطِ مرصدٌ فلكيٌّ يقع في غربِ العاصمةِ المغربية غيرَ بعيدٍ عن سدِّ المولى محمد بن عبد الله وجسرِ محمد السادس. يُؤوِي هذا المرصدُ القائمُ على قمةِ رَبْوَةٍ يبلغ ارتفاعها أربع مئة مترٍ منظارًا واحدًا من طراز نِيُوتُنَ وذا مرآةٍ يبلغ قُطرُها 510 مِلِّيمِترا. اُفتُتِح مرصدُ الرباط في 17 ذو القعدة 1419 (1999 مـ) ويمتدّ على مساحةٍ قدرها خمس هكتارات. أصيب منظار المرصد في عام 1422 بعطب أوقفه عن العمل لخمس سنوات إلى أن أُصلِح في عام 1427.